# Motonori Matuyama
Motonori Matuyama (松山 基範?, Matsuyama Motonori; prefettura di Ōita, 25 ottobre 1884 – 27 gennaio 1958) è stato un geofisico giapponese, il primo a congetturare che il campo geomagnetico avesse subito delle inversioni nel passato.
L'era di "polarità inversa" che precede l'attuale era di "polarità normale", l'epoca Brunhes, è chiamata "epoca Matuyama" e il confine tra di esse è chiamato "inversione di Brunhes-Matuyama".

## Biografia
Matuyama nacque nella prefettura di Ōita, figlio di un abate zen. Studiò all'Università di Hiroshima e all'Università Imperiale di Kyoto, dove ottenne una cattedra nel 1913. Dopo aver lavorato presso l'Università di Chicago con Thomas C. Chamberlin negli anni 1919-1921, fu nominato professore di Geologia teorica all'Università Imperiale di Kyoto. Nel periodo 1927-1932 condusse una prospezione geofisica del Giappone, comprendendo anche la Corea e la Manciuria, e studiò la gravità marina usando l'apparato pendolare di Felix Andries Vening Meinesz in un sottomarino.
Anche se già in precedenza erano state rinvenute rocce aventi polarità opposte al presente campo geomagnetico ed era stato ipotizzato che il campo si fosse invertito, Matuyama fu il primo a condurre uno studio disciplinato di tale ipotesi. Nel 1926 cominciò a raccogliere campioni di basalto in Manciuria e in Giappone e nel 1929 pubblicò un articolo che mostrava l'esistenza di una chiara correlazione tra la polarità e la posizione stratigrafica; fece notare che all'inizio del Pleistocene il campo geomagnetico si era invertito e che in seguito si era modificato fino alla polarità presente. Il periodo di polarità inversa compreso tra 2,58 e 0,78 milioni di anni fa è stato chiamato, in suo onore, "epoca Matuyama" e la transizione da esso al periodo attuale è chiamata "inversione di Brunhes-Matuyama".
Questa polarità inversa, mostrata in particolare dalle rocce del fondale marino, fornì delle prove fondamentali per la diffusione dell'ipotesi dell'espansione del fondale oceanico di Harry H. Hess.
Le Matsuyama Rocks, presso il Crystal Sound in Antartide, hanno ricevuto tale nome in suo onore.